# Dichaetomyia impar
Dichaetomyia impar este o specie de muște din genul Dichaetomyia, familia Muscidae. A fost descrisă pentru prima dată de Stein în anul 1909. Conform Catalogue of Life specia Dichaetomyia impar nu are subspecii cunoscute.